# Gale Sondergaard
 (avril 2019).
Si vous disposez d'ouvrages ou d'articles de référence ou si vous connaissez des sites web de qualité traitant du thème abordé ici, merci de compléter l'article en donnant les références utiles à sa vérifiabilité et en les liant à la section « Notes et références ».
Pour les articles homonymes, voir Søndergaard.
Edith Holm (Gale) Sondergaard est une actrice américaine, d'origine danoise, née le 15 février 1899 à Litchfield, dans le Minnesota, et morte le 14 août 1985 à Woodland Hills (Los Angeles).

## Biographie
Gale Sondergaard fut l'épouse du réalisateur Herbert J. Biberman, auteur du célèbre film social Le Sel de la terre (1954). Elle débuta comme actrice au cinéma en 1936, dans Anthony Adverse, marchand d'esclaves, de Mervyn LeRoy. Elle y obtint d'emblée un Oscar du meilleur second rôle.
Dans les années 1950, comme son mari Herbert J. Biberman, accusé de communisme, elle fut une des victimes du maccarthysme et inscrite sur la liste noire du cinéma, d'où le « creux » visible dans sa filmographie. Elle réapparut, après des années d'absence, dans l'ultime film de son compagnon Herbert J. Biberman La Maîtresse noire/Slaves en 1969, et travailla par la suite pour la télévision.

## Filmographie
- 1936 : Anthony Adverse, marchand d'esclaves (Anthony Adverse) : Faith Paleologus
- 1937 : Le Démon sur la ville (Maid of Salem), de Frank Lloyd : Martha Harding
- 1937 : L'Heure suprême (Seventh Heaven) de Henry King : Nana, la sœur de Diane
- 1937 : La Vie d'Émile Zola (The Life of Emile Zola) de William Dieterle : Lucie Dreyfus
- 1938 : Barreaux blancs (Lord Jeff) : Doris Clandon
- 1938 : Coup de théâtre (Dramatic school) : Madame Therese Charlot
- 1939 : Never Say Die : Juno Marko
- 1939 : Juarez : Empress Eugenie
- 1939 : Les Fils de la Liberté (Sons of Liberty) (court-métrage) de Michael Curtiz : Rachel Salomon
- 1939 : Le Mystère de la maison Norman (The Cat and the Canary) : Miss Lu
- 1939 : The Llano Kid : Lora Travers
- 1940 : L'Oiseau bleu (The Blue Bird) : Tylette (the cat)
- 1940 : Le Signe de Zorro (The Mark of Zorro) de Rouben Mamoulian : Inez Quintero
- 1940 : La Lettre (The Letter) : Mrs. Hammond
- 1941 : Le Chat noir (The Black Cat), d'Albert S. Rogell : Abigail Doone
- 1941 : Ici Londres (Paris Calling) : Colette
- 1942 : La Blonde de mes rêves (My Favorite Blonde) : Madame Stephanie Runick
- 1942 : Enemy Agents Meet Ellery Queen (en) de James Patrick Hogan : Mrs. Van Dorn
- 1942 : Une nuit inoubliable (A Night to Remember) : Mrs. Devoe
- 1943 : Appointment in Berlin (en) d'Alfred E. Green : Gretta Van Leyden
- 1943 : L'Île des péchés oubliés (Isle of Forgotten Sins) : Marge Willison
- 1943 : The Strange Death of Adolf Hitler : Anna Huber
- 1943 : Symphonie loufoque (Crazy House) de Edward F. Cline : Cameo appearance
- 1944 : La Femme aux araignées (The Spider Woman) : Adrea Spedding
- 1944 : Vacances de Noël (Christmas Holiday) : Mrs. Monette
- 1944 : La Vengeance de l'homme invisible : Lady Irene Herrick
- 1944 : La Fière Tzigane (Gypsy Wildcat) : Rhoda
- 1944 : La Passion du Docteur Holmes (The Climax) de George Waggner : Luise
- 1944 : Enter Arsene Lupin : Bessie Seagrave
- 1946 : Le Retour de la femme-araignée (The Spider Woman Strikes Back) : Zenobia Dollard
- 1946 : Night in Paradise d'Arthur Lubin : Attosa
- 1946 : Anna et le Roi de Siam (Anna and the King of Siam) : Lady Thiang
- 1946 : Deux Nigauds dans le manoir hanté (The Time of Their Lives) : Emily
- 1947 : Pirates of Monterey : Señorita De Sola
- 1947 : En route vers Rio (Road to Rio) : Catherine Vail
- 1949 : Ville haute, ville basse (East Side, West Side) : Nora Kernan
- 1969 : Savage Intruder : Leslie
- 1969 : Esclaves (Slaves) : New Orleans lady
- 1970 : Tango (TV)
- 1970 : The Best of Everything (série TV) : Amanda Key (1970)
- 1973 : The Cat Creature (TV) : Hester Black
- 1976 : La Revanche d'un homme nommé Cheval (The Return of a Man Called Horse) : Elk Woman
- 1976 : Pleasantville : Ora
- 1978 : Colorado ("Centennial") (feuilleton TV) : Aunt Agusta
- 1983 : Echoes : Mrs. Edmunds

### Récompenses et distinctions
- Oscar de la meilleure actrice dans un second rôle pour le film Anthony Adverse de Mervyn LeRoy